# Puplinge
Puplinge là một đô thị thuộc bang Geneva ở Thụy Sĩ.
Đô thị này giáp tỉnh Haute-Savoie ở vùng Rhône-Alpes đông nam Pháp. Đô thị Puplinge gồm các làng Mon-Idée và Cornier. Đô thị Puplinge giáp các đô thị Choulex, Presinge và Thônex.

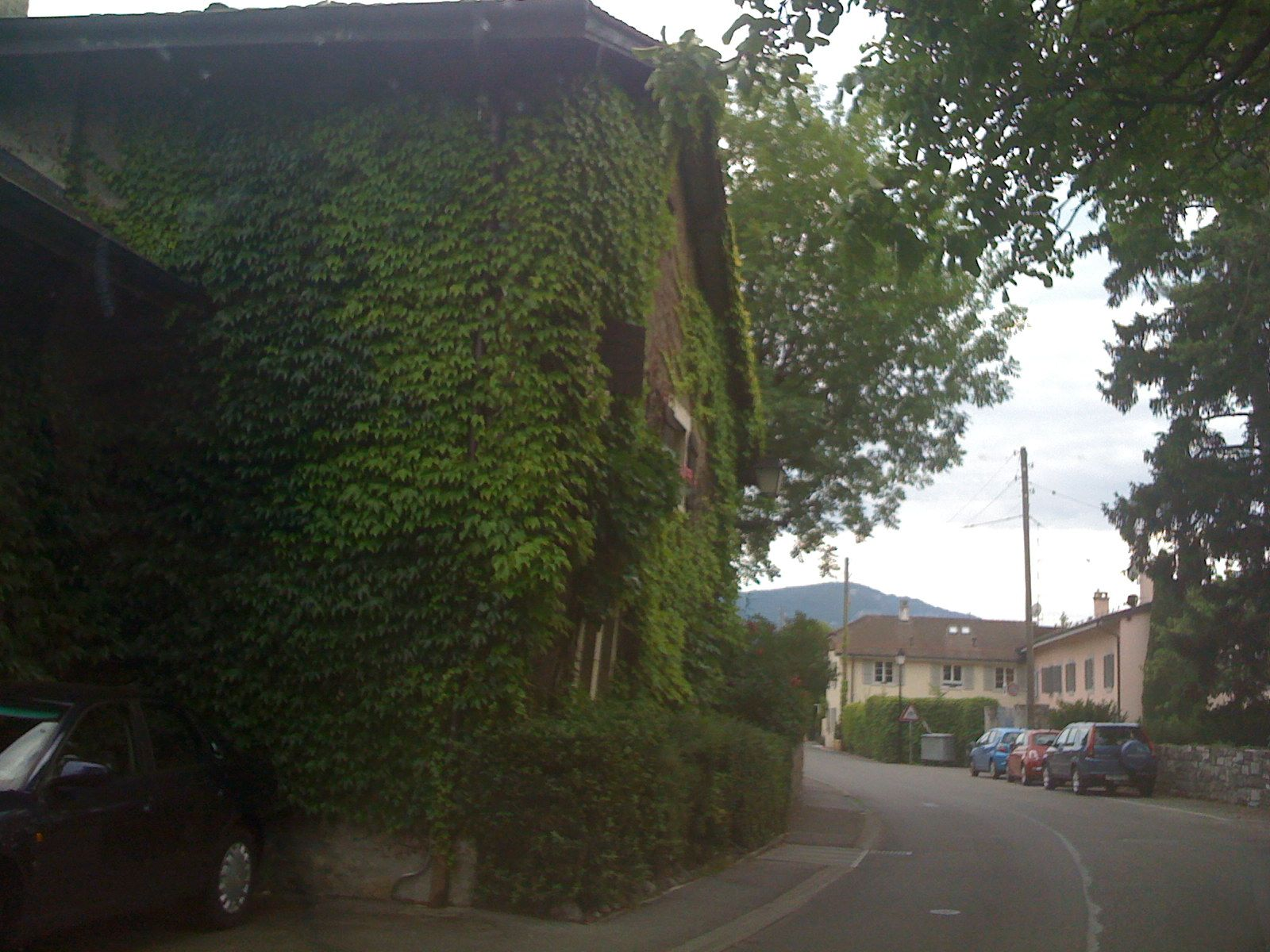
Puplinge

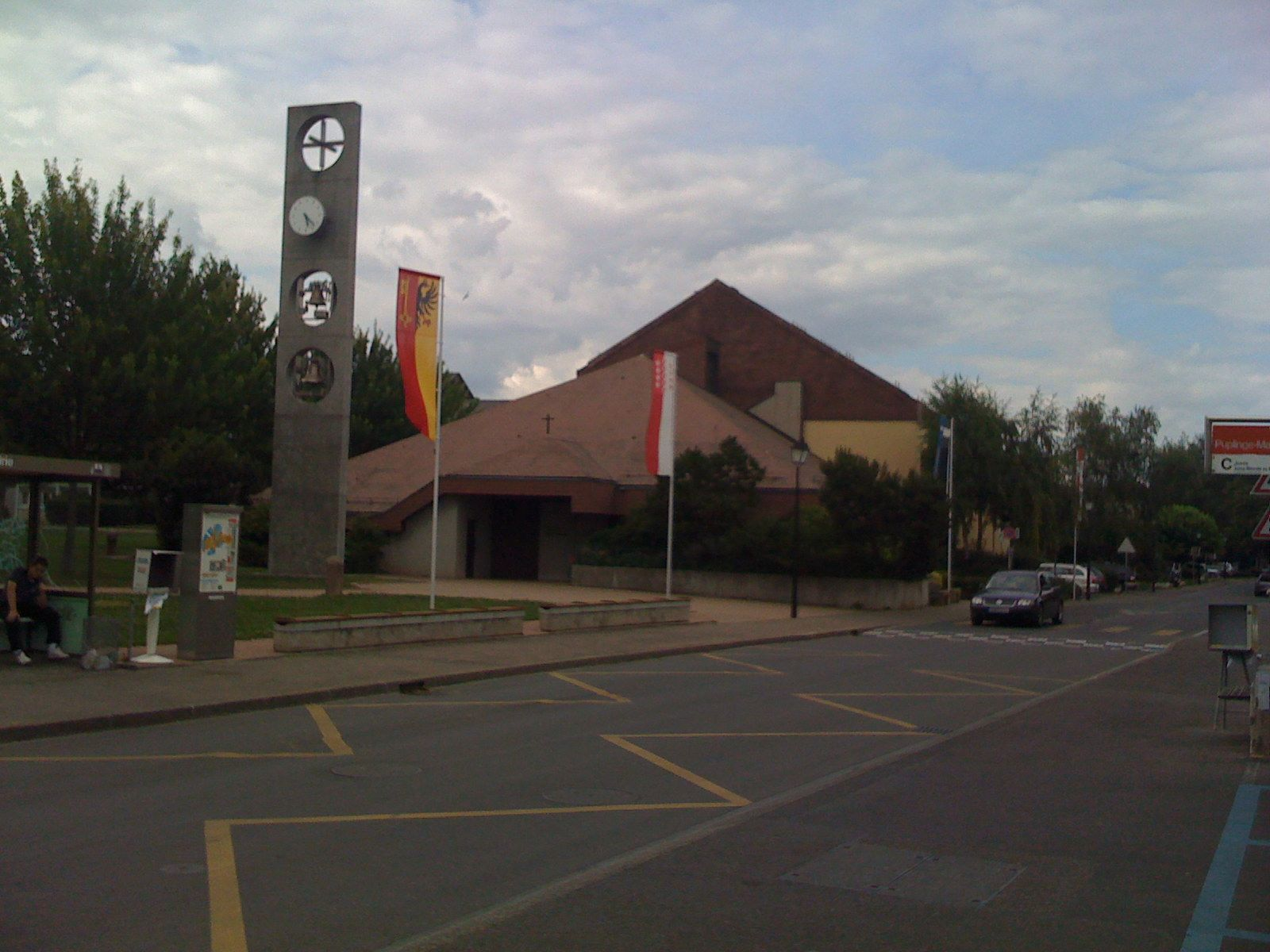
Nhà thờ mới ở Puplinge

Theo Cục thống kê Liên bang Thụy Sĩ (Office fédéral de la statistique), Puplinge có tổng diện tích 2,64 km2 (1,02 dặm vuông Anh) . 20,8% là đất ở và hạ tầng, 74,6% đất nông nghiệp, 4,5% đất rừng.
Cũng theo Cục thống kê Liên bang, dân số của Puplinge là 2086 người vào năm 2008 . Sau đây là biểu đô lịch sử biến động dân số của Puplinge giữa năm 1850 và 2008 :
Unable to compile EasyTimeline input:

Timeline generation failed: 2 errors found

Line 5:  id:bars value:rgb(0.6,0.7,0,8)

- Color value invalid. Specify 'rgb(r,g,b) where 0 <= r,g,b <= 1' 

Line 35:  color:bars width:25 align:left

- PlotData invalid. Attribute 'color' has unknown color 'bars'.

```
 Specify command 'Color' before this command.

```